# 陳俊翰 (律師)
陳俊翰（1983年6月15日—2024年2月11日），台灣律師、法律學者、身心障礙政策倡議者，曾任中央研究院法律學研究所博士後研究員、行政院人權保障推動小組委員。出生於新竹市，自小罹患脊髓性肌肉萎縮症，國立臺灣大學會計學系及法律學系雙學士畢業後應屆考取律師高考榜首，取得國立臺灣大學法律學研究所碩士學位，後赴美取得哈佛大學法學碩士（LL.M.）及密西根大学法学院法學博士（S.J.D.）學位證書，並考取紐約州律師執照。2024年立法委員選舉，獲民進黨提名參選全國不分區立法委員，但未能當選。

## 生平

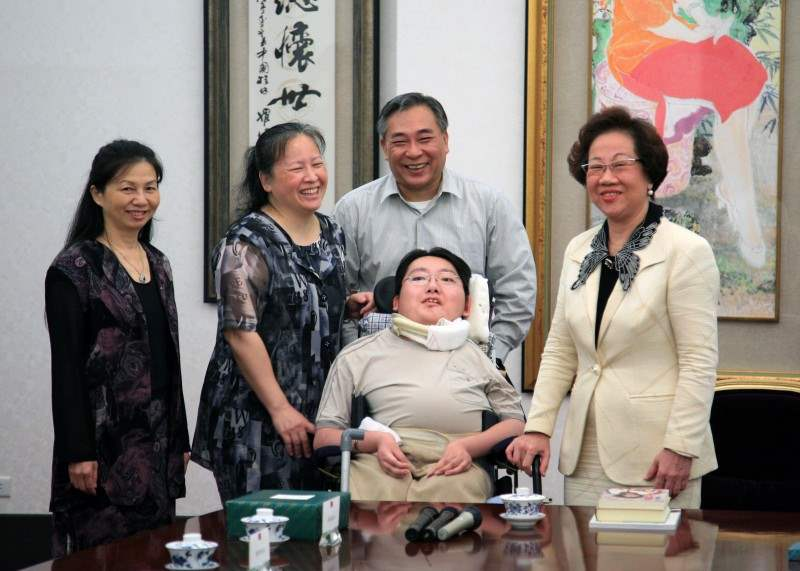
陳俊翰考取2006年律師高考榜首後，獲時任副總統呂秀蓮接見

陳俊翰從小罹患脊髓性肌肉萎縮症，求學時因身體狀況無法親自翻閱書籍，多是由母親代勞。高中就讀國立新竹高級中學，大學聯考時由於已經無法寫字，一再爭取下促成大考中心修改相關辦法，成為第一位使用口述代筆的考生。
本科就讀國立臺灣大學會計系，並因為興趣雙主修法律系。當時其母搬進台大宿舍陪讀，由母親把書置放在支架、幫助翻書，也須不定時翻身；為避免入睡後呼吸中止，陳俊翰須配戴呼吸器就寢。陳俊翰大學時，因身上的電毯電線著火導致截肢。
2006年大學畢業後考上台大法研所經濟法學組榜首，並在同年的中華民國律師高考取得榜首。2008年取得會計師執照。次年取得法學碩士學位。2012年赴美留學，先後取得哈佛大學法學院的法學碩士（LL.M.）学位及密西根大學法學院的法學博士（S.J.D.）學位，並取得美國紐約州律師執照。
2022年，陳俊翰在完成博士學業後返台，擔任律師及國際人權、身心障礙政策與法律的倡議者。2023年10月5日起擔任中央研究院法律學研究所博士後研究員，同年獲民主進步黨邀請提名為該黨2024年立法委員選舉的不分區立委候選人第16順位，但未能當選。

## 逝世
2024年2月11日凌晨，因感冒引發的肺部感染併發症於國立臺灣大學醫學院附設醫院新竹分院病逝。身後由民進黨協助治喪事宜，治喪委員會由時任總統蔡英文擔任榮譽主任委員，副總統暨候任總統賴清德擔任主任委員，候任副總統蕭美琴與前立法院長游錫堃擔任副主任委員，民進黨立法院黨團總召柯建銘擔任總幹事。在2月15日死訊公布當日移靈新竹市生命紀念園區，於2月27日早上十點於仰德廳進行公祭儀式。總統蔡英文出席公祭並親授褒揚令，由陳俊翰的父親代表接受。褒揚令全文為：

行政院人權保障推動小組委員陳俊翰，資賦穎敏，果毅剴直。稚幼遭罹罕見疾病，肌肉萎縮退化，猶奮拔剋勉，自振多能；洎為爭取身障考生受教權益，幾經周折不輟，肇啟日後口述代筆應試先河。及長獲國立臺灣大學會計系、法律系雙學位，旋登律師暨會計師考試金榜，異才智器，迭有魁名。嗣負笈遠渡，分獲美國哈佛大學暨密西根大學法學碩、博士學位，優游涵泳，致志專攻。遄返國門，入中央研究院從事博士後研究，殫精人權保障律令，析述身障福利政策。平居積極倡議弱勢平權思維，參預國際公約國內法化；悉力罕病用藥制度，提供法律訴訟諮詢；協成職務再設計方案，推展公部門教育宣導，詢謀建白，義不旋踵；琦行瑰意，格範揚芬。曾獲頒臺灣大學優秀青年楷模暨中華民國斐陶斐榮譽學會榮譽會員等殊榮。詎料志業得展，迺以攖疾驟逝，悼惜彌殷，應予明令褒揚，用彰材彥，而表遺徽。

總　　　統　蔡英文　　　　

行政院院長　陳建仁　　　　

## 相關事件

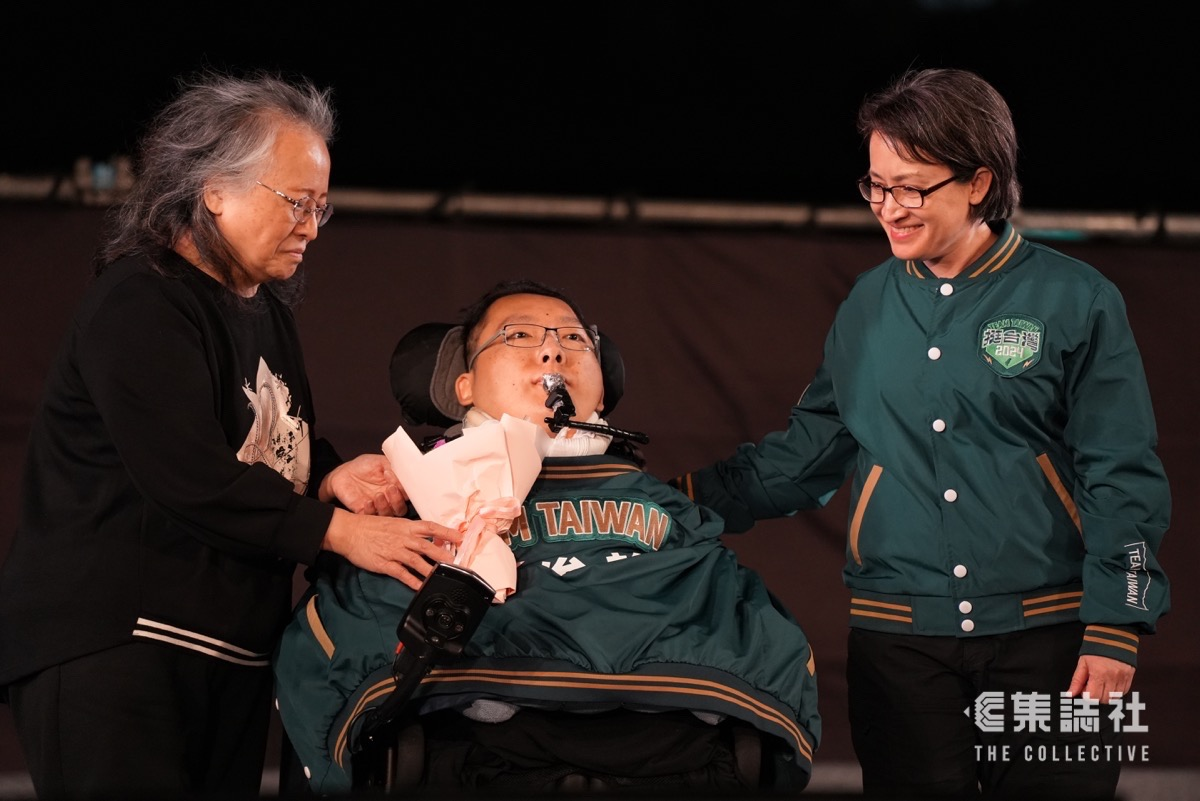
2024年臺灣大選前夕，陳俊翰在母親與副總統候選人蕭美琴陪同下於民進黨造勢大會登台致詞

2024年1月11日，被中國大陸當局封殺的旅日前央視記者王志安在民进党造势晚会现场，认为民进党利用陈俊翰进行情感动员，是「功利主义且煽情的行为」，并反对将他放在不分區立委名單靠后的位置。在1月22日播出的網路節目「賀瓏夜夜秀」上，王志安更批評台灣造勢場合「如同演唱會或选秀」，指有人「把殘疾人士推上去煽情」，並模仿身障者肢體動作。对此，陳俊翰表示“在進步社會，應該看到障礙者身為人的尊嚴和價值，而且在中國，連選舉的自由都沒有，卻嘲笑台灣民主自由選舉的方式，這很荒謬”王志安向陳俊翰道歉遭到拒绝之後，發表YouTube影片道歉。
1月28日，神隱多日的賀瓏在節目公開回應，稱團隊已私下向陳俊翰表示歉意，認為自己及團隊有疏失，虛心檢討，並稱期待民進黨透過遞補讓陳俊翰進入立院，若無機會，夜夜秀在2028「會全力輔佐民進黨選舉」。
- 多數網友認其為反串、諷刺民進黨[25][26][27][28]。
- 陳俊翰發出聲明，對於網路上部分人（包括王志安）「试图转移焦点，將一個單純的是非價值判斷問題，導向政黨間的鬥爭，或民進黨政府刻意打壓言論自由和網路節目」感到遺憾，但肯定賀瓏於願意出面致歉，並認為賀瓏「大可不必勉強自己在2028一定要投給民進黨」，民主自由可貴在於「每個人都可以自由選擇自己認同」[29]。

## 選舉紀錄
| 年度 | 選舉屆數             | 選舉區                                 | 所屬政黨   | 得票數    | 得票率 | 當選標記 | 備註 |
| ---- | -------------------- | -------------------------------------- | ---------- | --------- | ------ | -------- | ---- |
| 2024 | 第十一屆立法委員選舉 | 全國不分區及僑居國外國民立法委員選舉區 | 民主進步黨 | 4,982,062 | 36.16% |          |      |